# Friedrich Ferdinand von Dalberg
Friedrich Ferdinand svobodný pán von Dalberg (německy Friedrich Ferdinand Reichsfreiherr von und zu Dalberg, Kämmerer von Worms; 9. prosince 1822 Vídeň – 19. září 1908 Dačice) byl česko-rakouský šlechtic, politik a velkostatkář. Byl majitelem několika velkostatků v Čechách a na Moravě (Dačice, Malešov) a členem rakouské Panské sněmovny. Proslul především jako přírodovědec. 

## Život

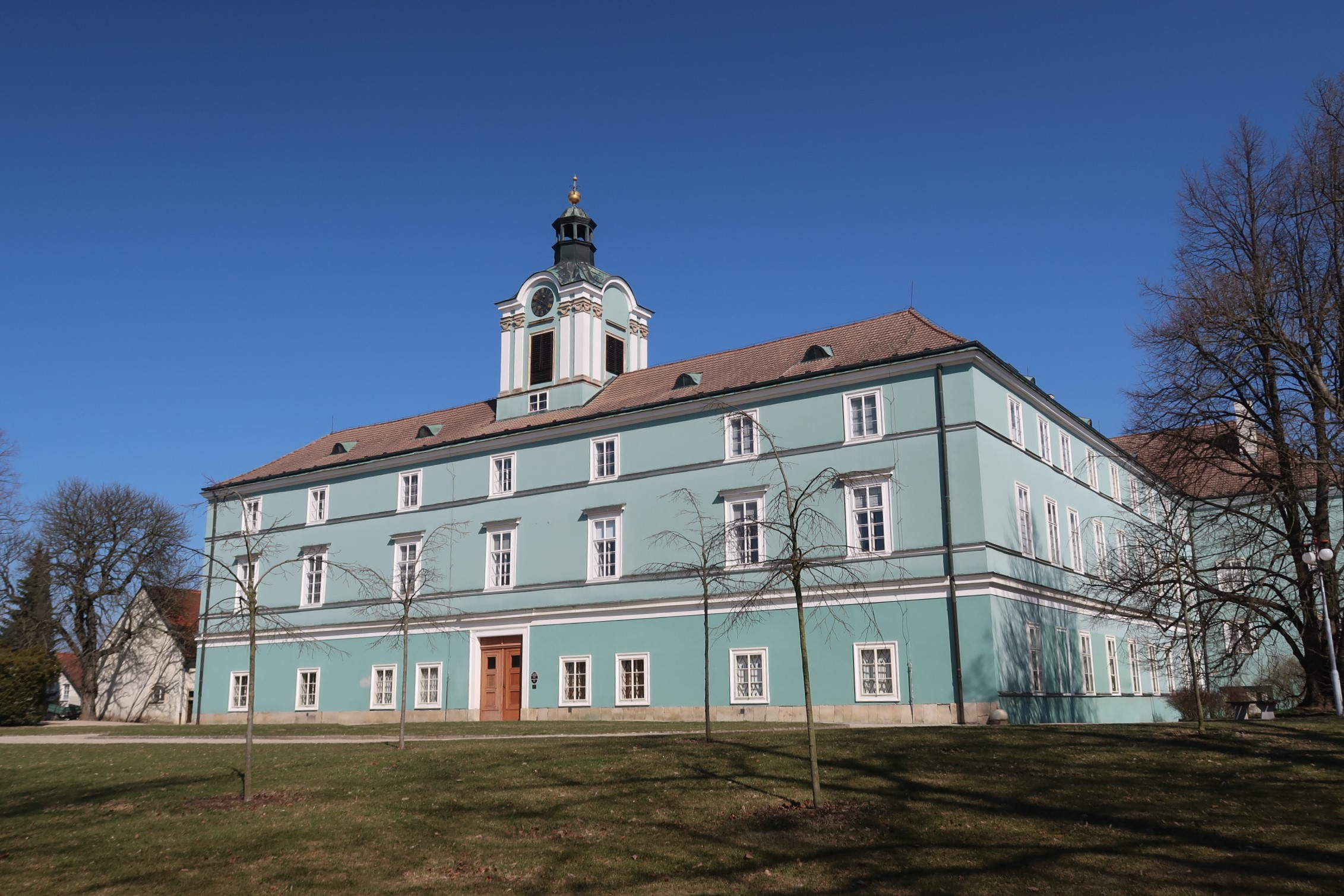
Zámek Dačice, majetek Dalbergů v 19. a 20. století

Pocházel z německé rodiny Dalbergů, která patřila ke staré šlechtě ve Svaté říši, byl synem Karla Antona von Dalberg a jeho manželky Charlotte, rozené baronky Sturmfelderové z Oppenweilleru (1791–1866), po otci byl mimo jiné prasynovcem významného preláta z období napoleonských válek, mohučského arcibiskupa Karla Theodora Dalberga. Friedrich Ferdinand byl jediným synem svých rodičů a předurčeným dědicem rozsáhlých statků, studoval filozofii na univerzitě ve Vídni a poté práva na univerzitě ve Würzburgu. usen, Rodenbach a Erlasee. Ve veřejném životě se angažoval již v revolučních letech 1848–1849 a jako příslušník starého šlechtického rodu byl v roce 1852 jmenován c. k. komořím. V politice se později uplatnil jako stoupenec Strany konzervativního velkostatku. Za velkostatkářskou kurii byl v roce 1871 zvolen do moravského zemského sněmu, kde však strávil jen jedno krátké volební období. V roce 1881 byl jmenován doživotním členem rakouské Panské sněmovny a v roce 1907 získal v této sněmovně pro svou rodinu dědičné členství. 
Od raného věku rodiče směřovali jeho zájem k přírodě. Jeho matka byla amatérská přírodovědkyně, zabývala se hlavně ornitologií. Friedrich Ferdinand byl uznáván jako vědec, zejména v oblasti ornitologie. Byl členem Vídeňské zoologické a botanické společnosti a publikoval články v odborných časopisech. Měl ornitologickou sbírku, která se po jeho smrti dostala do Městského muzea v Jihlavě, mineralogickou sbírku a sbírku motýlů. Poslední dvě sbírky zůstaly v Dačicích.
Poslední čtyři roky svého života byl slepý kvůli oční nemoci. Zemřel na zámku v Dačicích 19. září 1908 ve věku 85 let a byl pohřben na starém hřbitově v Dačicích, teprve po jeho úmrtí vznikla rodová hrobka v Kostelním Vydří, kde byli pohřbíváni příslušníci posledních Dalbergů žijících v Čechách.

## Majetkové a rodinné poměry
Po otci zdědil v roce 1859 rodový majetek v Čechách, na Moravě a v Německu. Nejvýznamnější podíl připadal na velkostatek Dačice, k němuž patřilo 3 475 hektarů půdy, zámek Dačice a několik průmyslových provozů. Poblíž Kutné Hory ve středních Čechách vlastnil velkostatek Malešov s připojeným Suchdolem a Roztěží s rozlohou 2 467 hektarů.

## Dílo
- Die Wachholderdrossel als Standvogel in Mähren. In: Verhandlungen der k. u. k. Zoologisch-Botanischen Gesellschaft in Wien (1874).
- Beiträge zur ornithologischen Fauna Mährens. In: Verhandlungen der k. u. k. Zoologisch-Botanischen Gesellschaft in Wien (1875).